# Astronomía urbana

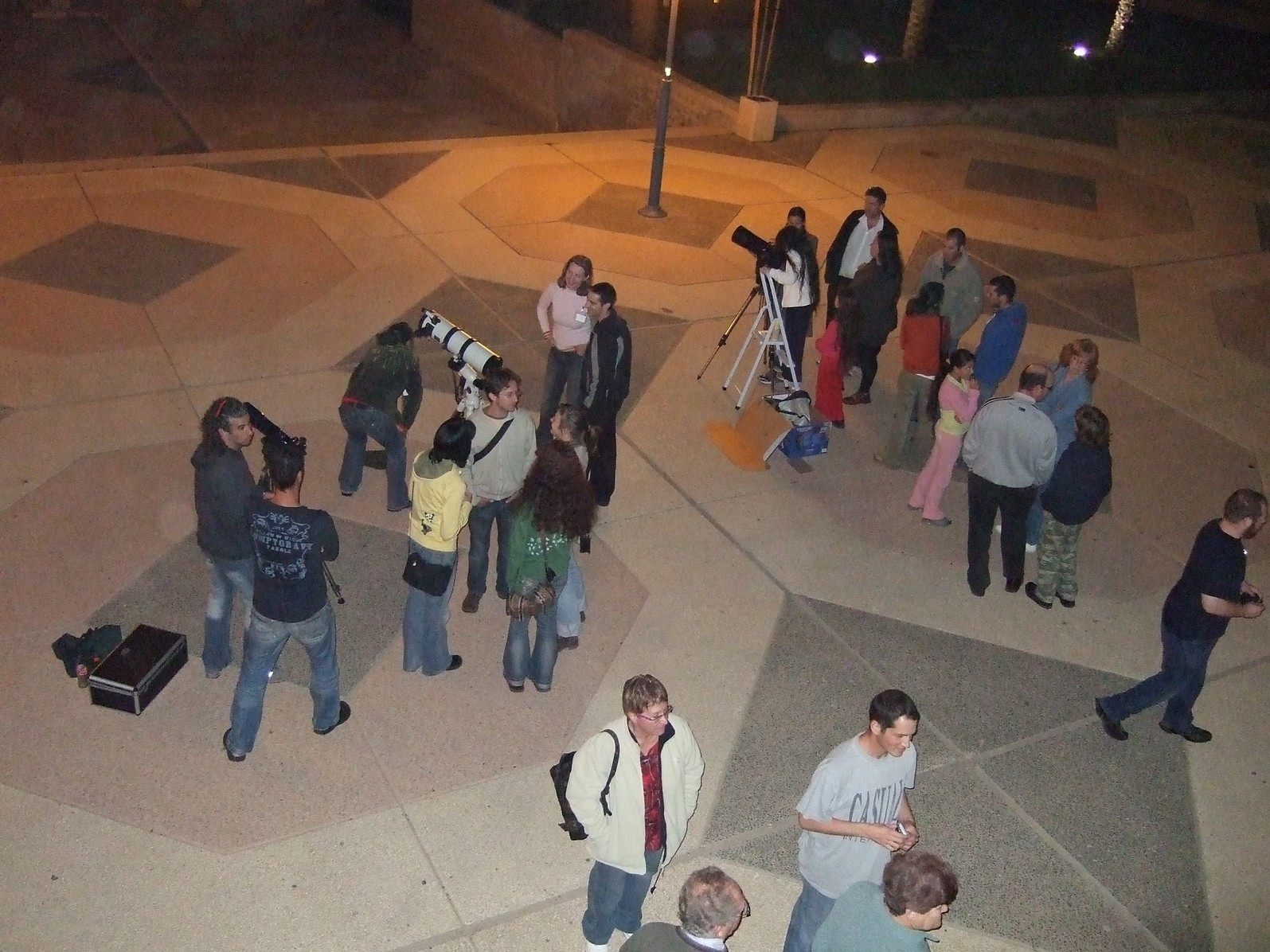
Reunión nocturna para contemplar el firmamento (Universidad Ben Gurion)

Se conoce como astronomía urbana, astronomía en el espacio público, astronomía en las aceras o astronomía callejera, a la actividad de instalar un telescopio en un emplazamiento urbano, generalmente sin ánimo de lucro, con fines de entretenimiento o educativos.

## Visión general

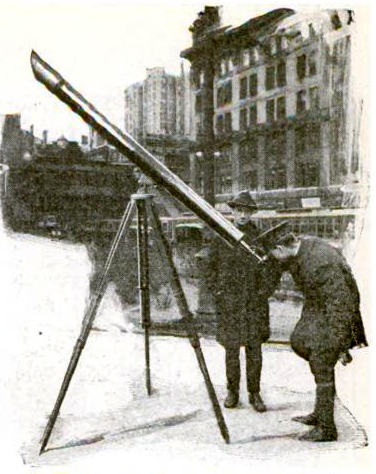
Un astrónomo urbano en Nueva York en 1921.

Ejemplos de personas que instalaban telescopios en las calles de las ciudades para que el público pudiera observar el firmamento datan del siglo XIX y quizás incluso de antes. Los astrónomos en las aceras y sus telescopios fueron una presencia relativamente común en muchas grandes ciudades. Hay muchos ejemplos antiguos conocidos, como el de Frank Manning en Nueva Orleans (hacia 1930), o el de "Mr. Grosser" en Los Ángeles (en la década de 1870), quien además de un telescopio, instaló un microscopio dotado de luz. Algunos de estos astrónomos callejeros cobraban por mostrar objetos astronómicos a través de sus telescopios, pero otros muchos dejaban que los transeúntes los viesen libremente.
Un ejemplo conocido es el caso del astrónomo estadounidense John Brashear (1840-1920). Cuando cumplió nueve años, su abuelo le llevó a mirar a través del telescopio ambulante que 'Squire' Joseph P. Wampler había instalado en la pequeña localidad de Brownsville. Aquella fugaz visión de la luna y del planeta Saturno impresionaron a Brashear hasta el punto de condicionar su vocación profesional para el resto de su vida.
En épocas más recientes, la astronomía callejera ha pasado a estar casi exclusivamente ligada a personas o agrupaciones que de forma altruista ofrecen a la ciudadanía en general la posibilidad de observar el firmamento nocturno a través de sus telescopios, como un servicio educativo público y gratuito.
Debido a que las calles de la mayoría de las ciudades tienen problemas de contaminación lumínica, los astrónomos urbanos a menudo coordinan sus actividades en aquellas épocas en las que pueden observarse los objetos celestiales más destacados, como la luna, los planetas, y las estrellas más brillantes. Durante el día se utilizan filtros en el telescopio para poder contemplar el sol. Los telescopios utilizados en ocasiones son mucho más grandes que los modelos comercializados habitualmente.

## Actividades para aficionados a la astronomía

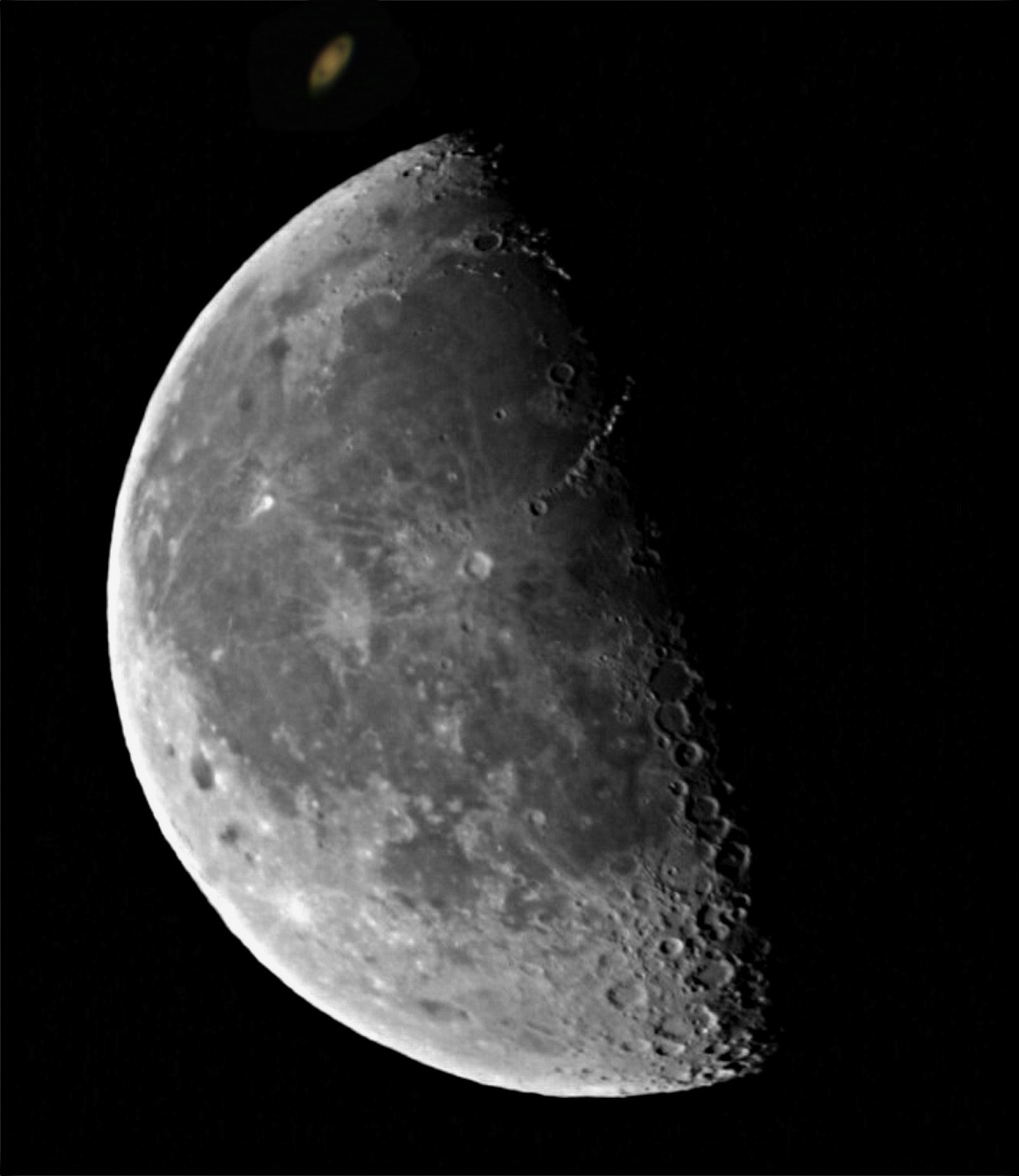
La Luna y Saturno, típicos objetivos de la astronomía callejera.

Con la proliferación de grupos astronómicos de aficionados, estas actividades callejeras han pasado a ser asociadas con la divulgación pública de la astronomía, poniendo la contemplación del firmamento al alcance de cualquiera que desee mirar a través de un telescopio. Estos eventos normalmente implican a grupos más o menos numerosos de astrónomos aficionados equipados con telescopios medianos y pequeños. Organizaciones como los "San Francisco Sidewalk Astronomers" (Astrónomos de Acera de San Francisco, fundada por el astrónomo John Dobson), giran alrededor de la idea de que para educar a las personas acerca del universo en el que viven, es necesario que lo contemplen a través de un telescopio. Dobson incluso promovió el diseño de un gran telescopio reflector de bajo coste para aficionados, al que llamó  "Sidewalk Telescope" (Telescopio de Acera), más conocido como telescopio Dobson.